# Nordkapstunneln
Nordkapstunneln (norska: Nordkapptunnelen) är en undervattenstunnel som korsar Magerøysundet och förbinder ön Magerøya med fastlandet i Nordkapps kommun i Finnmark fylke i norra Norge. Tunneln utgör en del av Europaväg 69 och går som mest 212 meter under havsytan.
Bygget startade 1993. Den öppnade för trafik den 15 juni 1999 och var fram till 2012 belagd med vägtull.
Tillsammans med Honningsvågtunneln ersätter den färjetrafiken mellan Kåfjord och Honningsvåg.